# أندرو جونز (كاتب)
أندرو جونز (بالإنجليزية: Andrew Jones)‏ هو كاتب سيناريو ومخرج بريطاني، ولد في 6 أكتوبر 1983 في سوانزي في المملكة المتحدة.

## وصلات خارجية
- أندرو جونز على موقع IMDb (الإنجليزية)
- أندرو جونز على موقع ألو سيني (الفرنسية)
- أندرو جونز على موقع تيرنر كلاسيك موفيز (الإنجليزية)
- أندرو جونز على موقع أول موفي (الإنجليزية)
- أندرو جونز على موقع قاعدة بيانات الفيلم (الإنجليزية)
- أندرو جونز على موقع كينوبويسك (الروسية)